# Economía de Azerbaiyán
Azerbaiyán tiene una economía de transición en la que el estado continúa desempeñando un papel muy importante. Posee importantes reservas petrolíferas y un gran potencial agrícola gracias a la variedad de sus climas. Desde 1995 en cooperación con el FMI, Azerbaiyán ha conseguido seguir con éxito un programa económico de estabilización que ha llevado a situar su inflación por debajo del 1,8 % (1 800 % en 1994). El PIB en 2000 creció un 11 %, el 5.º año consecutivo. La moneda nacional, el manat se estabilizó en 2000. El déficit presupuestario representa el 1.3 % del PIB en 2000.
Las reformas económicas han conseguido una estabilización macroeconómica, aunque la ineficacia de la administración pública ha supuesto una rémora. Se ha completado la privatización de las tierras agrícolas y de las pequeñas y medianas empresas. En agosto de 2000, el gobierno ha impulsado un segundo programa privatizador centrándose en las grandes empresas estatales.
Durante más de un siglo la economía del país se ha basado en el petróleo. Ahora las compañías multinacionales occidentales están capacitadas para la explotación de yacimientos que la tecnología soviética era incapaz de alcanzar. Las reservas se hallan en el mar Caspio, con un volumen comparable al existente en el mar del Norte, compartiendo la soberanía de esas aguas con Rusia, Kazajistán y Turkmenistán.
En marzo de 2001, Azerbaiyán firmó un acuerdo con Turquía para suministrarle petróleo. Fue proyectado un oleoducto que transportaría petróleo del Caspio al Mediterráneo desde Bakú a través de Tiflis, (Georgia) a Ceyhan en Turquía. Ese oleoducto se finalizó en 2005.

## Medioambiente
Azerbaiyán ha sufrido graves daños debido a la contaminación por DDT y por defoliantes tóxicos empleados en los cultivos de algodón durante el período soviético. La industria petroquímica también ha contribuido a disminuir la calidad de las aguas y el aire. La sobrepesca ha puesto en peligro el esturión del que se explota el valioso caviar.
Entre los estados caucásicos -que son tres: Azerbaiyán, Georgia y Armenia-, Azerbaiyán está más desarrollado industrialmente. Los principales productos son el petróleo, el algodón y el gas natural. Las multinacionales petrolíferas ya han tomado posiciones en este mercado desde 1997. El mayor hándicap del país consiste en realizar con éxito la transición de una economía planificada a otra de libre mercado. Uno de los mayores problemas para el desarrollo económico es el contencioso por Alto Karabakh. El comercio con las antiguas repúblicas socialistas soviéticas está declinando en favor de países como Turquía, Irán, Emiratos Árabes Unidos, y los países europeos. Las perspectivas de futuro dependerán del precio internacional del petróleo.

### Comercio exterior
En 2004 los principales receptores de las exportaciones azerbaiyanas fueron Italia 31,1 %, República Checa 14,5 %, Alemania 9,4 %, Turquía 6.1 %, Rusia 6 % y Georgia 5,3 %. Al año siguiente las exportaciones sumaron 6 117 millones de dólares. En cuanto a las importaciones, estas ascendieron a 4 656 millones de dólares en 2004, siendo los principales países de origen Reino Unido 13,9 %, Rusia 13,1 %, Turquía 11,5 %, Alemania 8 %, Países Bajos 5,3 %, China 5 %.

## Industria petrolera

### Historia
La industria petrolera en Azerbaiyán es uno de los sectores claves de la economía. El petróleo se extrae más en las zonas de Absheron, la plataforma del Mar Caspio, Bakú y archipiélago Absheron. Desde los siglos III y IV ya estuvo utilizando el petróleo en el comercio. En el siglo XIII el viajero italiano Marco Polo fue testigo de la extracción del petróleo afluente en Bakú y en su libro señaló los estanques llenos del petróleo. En el siglo XIX cerca de Bakú, fueron comenzados los trabajos de la perforación del pozo en Bibi-Heybat. En 1846 aquí fue perforado el primer pozo de la exploración del petróleo y el 14 de julio de 1848 fue extraído el primer barril del petróleo. En 1857 en Surakhani fue establecida la refinería. Aquí también fue extraído el gas natural. En 1859 aquí fue construida la fábrica para la generación del querosino. En 1873 por primera vez fue realizado el transporte del petróleo por buques en las cisternas de Bakú a Astraсán. Según el proyecto de Shukhov, en 1878 fue construido el primer oleoducto de 10 km de longitud desde Balakhani hasta la fábrica de Nobel en la ciudad Negra (actualmente el prospecto del 8 de noviembre en Bakú). Durante la Segunda Guerra Mundial gran parte del petróleo del Frente Oriental fue suministrado por Azerbaiyán.

### SiglosXX-XXI
El 20 de septiembre de 1994 se firmó el “Contrato del Siglo” entre Azerbaiyán y 11 gran compañías petroleras para la cooperación en la extracción del petróleo de los pozos “Azeri”, “Chiraq”, “Guneshli” en el sector azerbaiyano del mar Caspio. Este petróleo se transporta al mercado mundial principalmente mediante el oleoducto Bakú-Tiflis-Djeyhan, la construcción del cual fue comenzada el 18 de septiembre de 2002 y acabada en 2005. El 19 de abril de 2019 las accionistas de ACG - BP y SOCAR firmaron un nuevo contrato por un valor de $6 mil millones. La construcción comenzará en 2019 y se prolongará hasta mediados de 2022. El gasoducto Baku-Tiflis-Erzurum fue inaugurado oficialmente el 25 de marzo de 2007 y tiene una longitud de 970 km, 442 de los cuales están situados en Azerbaiyán. El 15 de octubre de 2021 Turquía y Azerbaiyán firmaron un contrato para recibir 11 mil millones de metros cúbicos de gas anuales en los próximos tres años. El gasoducto Trans Adriático (TAP) es un oducto de 878 km de longitud para la transportación del gas natural del mar Caspio y Oriente Medio a Europa Occidental. El proyecto del gasoducto fue declarada en el año 2003 y en julio del año 2015 comenzó la primera etapa de los trabajos de la construcción. El 16 de mayo de 2016 se comenzó la construcción del gasoducto. El 20 de mayo de 2020 el primer gas natural en un tramo de 4 km del gasoducto llegó en Albania. El 15 de noviembre del mismo año el gaseoducto se completó e inició operaciones comerciales. El gasoducto Transanatoliano (TANAP) fue proyectado para la transportación del gas natural azerbaiyano a través Turquía a Europa. El proyecto fue anunciado el 17 de noviembre de 2011 y la ceremonia de colocación de la primera piedra del gasoducto fue realizado el 17 de marzo de 2015 en Kars. El 12 de junio de 2018 en Eskishehir se realizó la ceremonia de inauguración del gasoducto. El 30 de noviembre de 2019 en Ipsala, provincia de Edirne, Turquía se celebró la ceremonia de apertura de la parte del proyecto de TANAP, que se conectará con Europa.

## Agricultura
En Azerbaiyán la agricultura es la rama de la economía y está especializada en viticultura, sericicultura, ganadería, olericultura y jardinería. Principales cultivos industriales son de nicotiana, algodón y té, que representan más de la mitad de toda la producción;y las frutas cítricas y los vegetales representan un 30 % adicional.
El primer año del siglo XXI en Azerbaiyán la producción de algodón fue 35 mil toneladas en la superficie de 18 mil 700 hectáreas. En 2010 la cifra alcanzó 37,3 mil toneladas en la superficie de 30 mil hectáreas. El 2016 fue un año del renacimiento del cultivo del algodón en Azerbaiyán. Se recogieron 90 mil toneladas del algodón de 51 mil ha. Es el triple del año 2015.
En enero-julio de 2016 el valor total de los productos agrícolas con precios generales se estimó en 3290,4 millones de manat y está relacionada con la industria ganadera y de cultivo de plantas.